# 欠格
憲法及び法律においての欠格（けっかく）とは、要求されている資格を欠くことをいう。欠格となる事柄を、欠格事由（けっかくじゆう）という。

## 絶対的欠格事由と相対的欠格事由
欠格事由にあたることによって、直ちに欠格となる事由を絶対的欠格事由、欠格事由に当たっても場合によっては資格が認められる事由を相対的欠格事由とよぶ。

## 欠格事由と差別
障害者を表す身体又は精神の障害を掲げている欠格事由については、差別を助長・固定化するものであるとして、対象となっている障害者や障害者団体、およびそれらの人たちを支援する弁護士などが、再検討・撤廃を求めている。
これらの動きを受けて、日本国政府では「障害者に係る欠格条項の見直しについて（障害者施策推進本部決定（平成11年8月9日））」を決定し、障害者を欠格条項とするものの内、63の制度については見直しが進められた。
成年後見制度の利用の促進に関する法律第4条及び第11条2号の規定に基づく措置として、令和元年6月14日に「成年被後見人等の権利の制限に係る措置の適正化等を図るための関係法律の整備に関する法律」が公布され、成年被後見人等の人権が尊重され、成年被後見人等であることを理由に不当に差別されないよう、成年被後見人等を資格、職種、業務等から一律に排除する規定等（欠格条項）を設けている各制度について、心身の故障等の状況を個別的、実質的に審査し、各制度ごとに必要な能力の有無を判断する規定（個別審査規定）へと適正化するとともに、所要の手続規定を整備することとなった。

## 欠格条項の例

### 国家公務員
国家公務員一般職に就くことができない者の事項（欠格条項）について、国家公務員法第38条により、人事院規則に定める場合を除き国家公務員に就くことができず、在職中にその条項に該当した場合は当然失職する。
1. 禁錮以上の刑に処せられ、その執行を終わるまで又は執行を受けることがなくなるまでの者[注 2]
2. 懲戒免職の処分を受け、当該処分の日から2年を経過しない者
3. 人事院の人事官又は事務総長の職にあって、国家公務員法を犯し刑に処せられた者
4. 日本国憲法施行の日以後において、日本国憲法又はその下に成立した政府を、暴力で破壊することを主張する政党その他の団体[注 3]を結成し、又はこれに加入した者

特別職については自衛隊員（自衛隊法第38条）、防衛省職員（防衛省設置法第39条）、国会職員（国会職員法第2条）、裁判所職員（裁判所職員臨時措置法）でも、国家公務員一般職とほぼ同様の欠格条項が規定されている。
裁判官と検察官については裁判所法第46条及び検察庁法第20条で国家公務員一般職の欠格条項に加え、禁錮以上の刑に処せられた者や裁判官弾劾裁判所で弾劾された者を欠格とすることが規定されている。外務公務員については外務公務員法第7条で国家公務員一般職の欠格条項に加え、日本国籍を有しない者又は外国国籍を有する者は欠格とすることが規定されており、在職中にその条項に該当した場合は、当然失職する。
成年被後見人又は被保佐人を欠格条項とする規定については、採用時に試験や面接等により適格性を判断し、その後、心身の故障等により職務を行うことが難しい場合においても病気休職、分限などの規定が既に整備されていることから、「成年被後見人等の権利の制限に係る措置の適正化等を図るための関係法律の整備に関する法律」によって削除されることとなった。

### 地方公務員
地方公務員の場合、地方公務員法第16条（欠格事項）に規定され、この事項のひとつに該当した場合は、条例に特別の定がある場合を除く外、その職を失う（地方公務員法第28条第4項）。
1. 禁錮以上の刑に処せられ、その執行を終わるまで又はその執行を受けることがなくなるまでの者[注 5]
2. 当該地方公共団体において懲戒免職の処分を受け、当該処分の日から2年を経過しない者
3. 人事委員会又は公平委員会の委員の職にあって、地方公務員法を犯し刑に処せられた者
4. 日本国憲法施行の日以後において、日本国憲法又はその下に成立した政府を暴力で破壊することを主張する政党その他の団体[注 3]を結成し、又はこれに加入した者

成年被後見人又は被保佐人を欠格条項とする規定については、国家公務員と同様に削除された。

### 株式会社
株式会社の取締役の場合、会社法（平成17年7月26日法律第86号）第331条（取締役の資格等）第1項に規定され、この事由のひとつに該当した場合は、その人物を取締役に選任しても無効であり、すでに就任している取締役が該当した場合は当然その職を失う。定款で定めればこれらのほかに欠格事由を追加することもできるが、公開会社においては、取締役の資格を株主に限定する旨の定めをすることができない（会社法第331条2項）。
1. 法人
2. この法律若しくは一般社団法人及び一般財団法人に関する法律 （平成18年法律第48号）の規定に違反し、又は金融商品取引法第197条 、第197条の2第1号から第10号まで若しくは第13号、第198条第8号、第199条、第200条第1号から第12号まで、第21号若しくは第22号、第203条第3項若しくは第205条第1号から第6号まで、第15号若しくは第16号の罪、民事再生法 （平成11年法律第225号）第255条 、第256条、第258条から第260条まで若しくは第262条の罪、外国倒産処理手続の承認援助に関する法律 （平成12年法律第129号）第65条 、第66条、第68条若しくは第69条の罪、会社更生法 （平成14年法律第154号）第266条 、第267条、第269条から第271条まで若しくは第273条の罪若しくは破産法 （平成16年法律第65号）第265条 、第266条、第268条から第272条まで若しくは第274条の罪を犯し、刑に処せられ、その執行を終わり、又はその執行を受けることがなくなった日から2年を経過しない者
3. 前号に規定する法律の規定以外の法令の規定に違反し、禁錮以上の刑に処せられ、その執行を終わるまで又はその執行を受けることがなくなるまでの者（刑の執行猶予中の者を除く。）

旧商法では、「破産手続開始の決定を受け復権していない者」が欠格事由とされていたが、特に中小企業の経営者にとって再起の妨げとなっていたことから、会社法には引き継がれなかった。しかし株式会社と取締役の関係は委任であり（会社法第330条）、現職の取締役が、その任期中に破産手続開始の決定を受けた場合は、委任契約の終了事由に該当するので（民法第653条）、退任することになる。
なお、監査役（会社法第335条）、委員会設置会社における執行役（会社法第402条）、清算会社における清算人（会社法第478条）についても第331条1項を準用していて、同内容の欠格事項となっている。
成年被後見人又は被保佐人を欠格条項とする規定については、「成年被後見人等の権利の制限に係る措置の適正化等を図るための関係法律の整備に関する法律」によっても削除されなかったが、2019年12月公布の会社法改正により削除された。

### 国家資格の欠格条項
|                                                  |                                                  | 医師      | 介護福祉士 | 海事代理士 | 行政書士 | 技術士・技術士補 | 建築士    | 公認会計士 | 作業環境測定士 | 歯科医師  | 社会福祉士 | 社会保険労務士 | 司法書士 | 精神保健福祉士 | 税理士   | 土地家屋調査士 | 弁護士 | 弁理士 | 水先人 | 薬剤師    | 郵便認証司 | 教育職員免許状 | 保育士 | 宅地建物取引士 | 保健師・助産師・看護師 |
| ------------------------------------------------ | ------------------------------------------------ | --------- | ---------- | ---------- | -------- | ---------------- | --------- | ---------- | -------------- | --------- | ---------- | -------------- | -------- | -------------- | -------- | -------------- | ------ | ------ | ------ | --------- | ---------- | -------------- | ------ | -------------- | ---------------------- |
| 未成年者                                         | 未成年者                                         | ○         |            | ○          | ○        |                  | ○         | ○          |                | ○         |            | ○              | ○        |                | ○        | ○              |        | ○      |        | ○         |            | [ 注 6 ]       |        | ○              |                        |
| 心身の故障により業務を適正に行うことができない者 | 心身の故障により業務を適正に行うことができない者 | ○         | ○          | ○          | ○        | ○                | ○         | ○          | ○              | ○         | ○          | ○              | ○        | ○              | ○        | ○              | ○      | ○      |        | ○         | ○          | ○              | ○      | ○              |                        |
| 破産手続開始の決定を受けて復権を得ない者         | 破産手続開始の決定を受けて復権を得ない者         |           |            |            | ○        |                  |           | ○          |                |           |            | ○              | ○        |                | ○        | ○              | ○      | ○      |        |           |            |                |        | ○              |                        |
| 禁錮以上の刑                                     | 刑期満了になっていない者                         |           | ○          | ○          | ○        | ○                | ○         | ○          |                |           | ○          | ○              | ○        | ○              | ○        | ○              |        |        | ○      |           | ○          |                | ○      | ○              |                        |
| 禁錮以上の刑                                     | 刑期満了から2年経過しない者                      |           | ○          | ○          | ○        | ○                | ○         | ○          |                |           | ○          | ○              | ○        | ○              | ○        | ○              |        |        | ○      |           | 〇         |                | ○      | ○              |                        |
| 禁錮以上の刑                                     | 刑期満了から3年経過しない者                      |           |            |            | ○        |                  | ○         | ○          |                |           |            | ○              | ○        |                | ○        | ○              |        |        | ○      |           |            |                |        | ○              |                        |
| 禁錮以上の刑                                     | 刑期満了から5年経過しない者                      |           |            |            |          |                  | ○         |            |                |           |            |                |          |                | [ 注 9 ] |                |        |        | ○      |           |            |                |        | ○              |                        |
| 禁錮以上の刑                                     | 処せられた者                                     | [ 注 10 ] |            |            |          |                  | [ 注 11 ] |            |                | [ 注 10 ] |            |                |          |                |          |                | ○      | ○      |        | [ 注 10 ] |            | ○              |        |                | [ 注 10 ]              |

成年被後見人又は被保佐人を欠格条項とする規定については、「成年被後見人等の権利の制限に係る措置の適正化等を図るための関係法律の整備に関する法律」によって削除され、併せて個別審査規定が設けられることとなった。その他の国家資格等にも欠格事由は存在する。また一部の国家資格では特定の罪を犯したものや特定の法律に違反したものなどと定められている場合がある。